# موريو كاساي
موريو كاساي (29 سيبتمبر عام 1922 - 8 ديسمبر عام 2008)، هو جراح ياباني أبدى اهتمامًا كبيرًا بجراحة الأطفال. رغم أن كاساي دخل هذا المجال في وقت لم تكن فيه جراحة الأطفال تخصصًا فرعيًا معتمدًا، ارتبط قسم كبير من عمله السريري والبحثي بالرعاية الجراحية بالأطفال.
اشتهر كاساي بابتكاره إجراءً جراحيًا يُدعى المفاغرة الكبدية البابية المعوية لمعالجة عيب خلقي ولادي مهدد للحياة يعرف برتق القناة الصفراوية. ولا يزال الأسلوب الحديث للعملية يعرف باسم إجراء كاساي.
تخرج كاساي من المدرسة الطبية في القسم الطبي في جامعة توهوكو وأمضى فيها معظم مسيرته المهنية الطبية، وتولى رئاسة قسم الجراحة الثاني في الجامعة، وعمل في مجلس المستشارين في الكلية. ورغم أن كاساي اشتهر بالإجراء الذي حمل اسمه، فإنه درس التهاب البريتوان عند الرضع والأطفال أيضًا، وساهم في فهم سرطان المريء، وسرطان الكبد عند الأطفال، وأحد شذوذات القولون المعروف بداء هيرشسبرونغ.
مارس كاساي مهنة الطب من فترة أربعينيات القرن العشرين وحتى عام 1993، وأمضى السنوات الأخيرة في مسيرته مديرًا لمشفى توهوكو. عانى كاساي من سكتة دماغية عام 1999 أنهكت وضعه الصحي، وتوفي عام 2008.

## نشأته
وُلد كاساي في محافظة آوموري الواقعة في أقصى شمال بر اليابان الرئيسي. عاش في هوكايدو أثناء المرحلة الإعدادية. تخرج في المدرسة الثانوية في سنداي، والتحق بكلية الطب في جامعة توهوكو. بعد أن حظي كاساي بتدريب في الجراحة العامة، انضم إلى هيئة تدريس جامعة توهوكو في أوائل خمسينات القرن العشرين. شكل تدبير السوائل والشوارد ما بعد الجراحة واحدًا من أوائل اهتمامات كاساي المهنية، بالإضافة إلى رعاية الرضع والأطفال المصابين بالتهاب البريتوان.
خلال عامي 1959-1960، أمضى كاساي تسعة أشهر في الولايات المتحدة في إكمال زمالة في جراحة الأطفال تحت إشراف تشارلز إيفرت كوب في مستشفى الأطفال في فيلادلفيا (سي إتش أو بّي). وبحلول عام 1960، حصل كاساي على رتبة أستاذ مساعد في جامعة توهوكو. وبعد ثلاثة أعوام أصبح أستاذًا متفرغًا ورئيس قسم.

## إجراء كاساي
عمل كاساي وزميله سوزو سوزوكي معًا في خمسينات القرن الماضي في ابتكار عملية جراحية لعلاج الولدان المصابين برتق القناة الصفراوية. عندما وصف الجراح الأميركي ويليام لاد هذا الإجراء الجراحي للمرة الأولى في العقد الثالث من القرن العشرين، كان الاعتقاد السائد أن نسبة صغيرةً فقط من الحالات قابلة لنوع ما من التداخلات الجراحية، ومعظم الأطفال المصابين توفوا قبل أن يبلغوا عامهم الأول.
حاول الجراحون سبر السبيل الصفراوي لتحديد أي قنيات عيوشة يمكنها أن تساعد في استعادة جريان الصفراء عند هؤلاء المرضى. شعر كاساي أن الجراحين لم يقوموا بالتسليخ بشكل غازٍ كفاية. وجد أن القناة الصفراوية تبدو صلبةً أحيانًا، ولكن في الحالات التي أزال فيها السبيل الصفراوي بأكمله من الكبد، وجد غالبًا عددًا كافيًا من القنيات لتأمين جريان الصفراء.
ابتكر كاساي عنصرًا هامًا من عناصر الإجراء الجراحي، اكتشاف ظهر بشكل أساسي عن طريق الصدفة. في أحد الأيام، واجه نزفًا كبيرًا في قرب الجزء الكبدي الذي يُعرف بباب الكبد (أو شق الكبد المستعرض) أثناء محاولته تسليخ القنيات لدى رضيع. وفي محاولة لوقف النزف، ربط عروة من الإثني عشر عند الطفل فوق باب الكبد. توقف النزف وفوجئ الفريق بوجود الصفراء في البراز بعد الجراحة.
نشر كاساي عمله على هذا الإجراء في دورية شوجوتسو اليابانية عام 1959. لم يكن عمله معروفًا على نطاق واسع خارج اليابان حتى نشر بعض النتائج في دورية جراحة الأطفال عام 1968. أصبحت هذه الجراحة معروفةً بإجراء كاساي، رغم أن كاساي نفسه لم يكن راضيًا عن تسمية هذا التدخل الجراحي باسمه.
بقي الجراحون في العالم الغربي مرتابين بشأن سلامة الإجراء في سبعينات القرن العشرين، لذلك نُشرت معظم الحالات التي عاشت فترة طويلة في اليابان. وفي عام 2012، ظهر أحد الناجين من عملية رتق القناة الصفراوية في الخمسينات من عمره على قيد الحياة في اليابان.
رغم أن هذا الإجراء ليس علاجًا نهائيًا لرتق القناة الصفراوية، ونحو نصف المرضى سيحتاجون إلى زرع كبد في سن الثانية، جاء في مقال نشر عام 2015 في دورية طب الأطفال أن الاعتماد الدولي لهذا لإجراء غيّر بشكل كبير من نتائج رتق القناة الصفراوية.

## مسيرته المهنية اللاحقة
أنشأ كاساي وزملاؤه في الجامعة نظامًا لتصنيف الورم الأرومي الكبدي، وهو نوع من سرطانات الكبد الذي يصيب الأطفال، وابتكر أيضًا عمليةً جراحيةً لتصحيح مرض هيرشسبرونغ (قطع عضلة المستقيم مع استئصال القولون)، إذ وجد أنها تخفف من الاستكشاف الجراحي في منطقة الحوض، وشعر أنها ستنقص من فقدان الإحساس في منطقة المستقيم مقارنة بالإجراء الشائع في ذلك الوقت. جرب كاساي أيضًا العلاج الجراحي الباضع لسرطان المريء في وقت كان فيه العلاج التلطيفي هو العلاج المعياري.
في سبعينيات القرن العشرين، قدم كاساي إلى الولايات المتحدة مرة أخرى ليعمل مع كوب وزميلته لويز شنوفر في مستشفى الأطفال في فيلادلفيا (سي إتش أو بّي)، حيث أسسوا برنامجًا جراحيًا متخصصًا لرتق القناة الصفراوية. أصبح كوب كبير أطباء الولايات المتحدة عام 1981 في حين بقيت شنوفر في مستشفى الأطفال في فيلادلفيا، وهناك نفّذت إجراء كاساي أكثر من 150 مرة ودربت عددًا من زملاء جراحة الأطفال على أداء هذا الإجراء.
في عام 1986، واجه كاساي البالغ من العمر 63 عامًا التقاعد الإلزامي من جامعة توهوكو، وهذا شائع في المراكز الأكاديمية في اليابان. ثم أصبح مدير مستشفى (إن تي تي) توهوكو لبضع سنوات، وتقاعد من تلك الوظيفة عام 1993.

## أواخر العمر
مارس كاساي التزلج وتسلق الجبال خارج العمل، إذ كان يتمتع بصحة جيدة في الستينيات من عمره، وعندها قاد فريقًا من جامعة توهوكو وأصبحوا أول مجموعة تتسلق جبال نينشن تانجلها في التبت.
عُرف كاساي مرات عديدة بمساهماته في الطب والمجتمع، وحصل على درجات شرف وجوائز بما في ذلك ميدالية ويليام إي لاد من الأكاديمية الأمريكية لطب الأطفال، وميدالية دينيس براون الذهبية من الجمعية البريطانية لجراحي الأطفال، وجائزة أساهي من الصحيفة الوطنية المعروفة باسم أساهي شيمبون. تعرض كاساي لسكتة دماغية عام 1999 وأمضى عدة سنوات في إعادة التأهيل البدني قبل أن يتوفى عام 2008.